# Tamils
De Tamils zijn een bevolkingsgroep in de Zuid-Indiase staat Tamil Nadu, Sri Lanka, Singapore en Maleisië, alsmede enkele westerse landen. Ze spreken het Tamil, een Dravidische taal. Er wonen in de hele wereld een geschat aantal van 77 miljoen Tamils.

## Religie
De grote meerderheid van de Tamils is hindoeïstisch. Minderheden vormen moslims en christenen, en een relatief kleine hoeveelheid jaïnisten.
De Tamil-variant van het Hindoeïsme kent, net als andere lokale varianten enkele verschillen. De populairste god is Murugan, die waarschijnlijk dezelfde is als Karthikeya, de zoon van Shiva, maar die ook oorspronkelijk een andere god geweest kan zijn die een lokaal figuur heeft vervangen. Het aanbidden van Amman of Mariamman, waarvan men denkt dat deze is afgeleid van een moedergodin uit de oudheid, is ook wijdverspreid. Kannagi, de held uit het epos Silappatikaram wordt onder de naam Paṭṭini aanbeden, vooral in Sri Lanka. Daarnaast worden ook de gewone hindoe-goden door veel mensen aanbeden.
Daarnaast is ook het Ayyavali populair, vooral in de zuidelijke districten van Tamil Nadu.
De belangrijkste Tamil-festivals zijn Pongal, een oogstfeest dat in het midden van januari wordt gehouden, en Puthandu, het Tamil Nieuwjaar in midden april. Daarnaast is ook het festival Diwali belangrijk en zijn er vele andere, vooral plaatselijke religieuze festivals.

## Sri Lanka
De Tamils op Sri Lanka worden verdeeld in twee groepen. De Sri Lankaanse Tamils zijn de oorspronkelijke Tamils van Sri Lanka en stammen af van de Tamils van het oude koninkrijk Jaffna. Daarnaast zijn er de Indiase Tamils, die door de Britten vanuit India zijn overgebracht om op de theeplantages te werken. Deze laatste groep woont hoofdzakelijk in de Centrale Provincie. De Sri Lankaanse Tamils wonen vooral in de Noordelijke- en Oostelijke Provincie. De meeste Tamils zijn hindoeïstisch en een minderheid christelijk. Hoewel ze maar 18% van de gehele bevolking op Sri Lanka uitmaken is het een groep met een sterke identiteit.
De Tamils op Sri Lanka streven naar een eigen staat, genaamd Tamil Eelam. De belangrijkste organisatie die al drie decennia voor een eigen staat vecht zijn de Tamiltijgers.

## Maleisië
Een groot deel van de Indiase Maleisiërs is van Tamil afkomst.